# محمود عامر
محمود عامر (مواليد 28 أكتوبر 1955) هو ممثل مصري. ولد في مدينة الإسماعيلية، وهاجر منها بعد العدوان للشرقية. حاصل على بكالوريوس الخدمة الاجتماعية، وأيضًا على بكالوريوس الفنون المسرحية قسم تمثيل واخراج عام 1983، يقول عن نفسه "فور تخرجى عملت بالعديد من المسرحيات والافلام والمسلسلات واتجهت للعمل في مجال الطفل في معظم الأعمال، والحمد لله مازلت أعمل، وتجمعنى علاقه حب واحترام مع كل الزملاء والزميلات"، وهو عضو مجلس نقابة المهن التمثيلية وكان متزوجًا قبل ذلك من الفنانه (لاشينة لاشين) ووالد المطربة الناشئة (أميرة عامر)و قد قام بالأشتراك في برنامج مذيع العرب.
وفي 12 فبراير 2024، أعلن زواجه وهو في الـ 69 من عمره، من فتاة تصغره في العمر ولا تنتمي إلى الوسط الفني، بعد عام من انفصاله عن زوجته الفنانة لاشينة لاشين.

## الأعمال
- 2015: آخر ورقة
- 2011: قصص الحيوان في القرآن (الدور: بائع الخمور)
- 2010: نعم مازلت آنسة
- 2010: ونيس وأيامه
- 2010: سلطة بلدي
- 2009: البوابة الثانية
- 2009: فؤش سيت كوم
- 2009: أسعد سعيد في العالم
- 2007: آيات وحكايات
- مسلسل عفاريت عدلى علام النائب العام
- مسلسل عوالم خفيه
- مسلسل ولدينا اقوال أخرى
- مسلسل اختفاء
- مسلسل أولاد ناس
- مسلسل المداح
- مسلسل قصر النيل
- مسلسل أهل الواحة
- مسلسل نجيب زركش

## وصلات خارجية
- محمود عامر على موقع IMDb (الإنجليزية)
- محمود عامر على موقع كينوبويسك (الروسية)